# Antes que Tu Conte Outra
| Críticas profissionais | Críticas profissionais |
| Avaliações da crítica  | Avaliações da crítica  |
| Fonte                  | Avaliação              |
| ---------------------- | ---------------------- |
| Miojo Indie            | 9.2/10                 |
| Monkeybuzz             | 4 de 5 estrelas.       |
| Na Mira do Groove      | 2.5 de 5 estrelas.     |
| Rádio UFSCar           | 5 de 5 estrelas.       |
| Território da Música   | 4 de 5 estrelas.       |
| Zero Hora              | 5 de 5 estrelas.       |

Antes que Tu Conte Outra é o segundo álbum de estúdio da banda Apanhador Só. Financiado através de crowdfunding, o disco foi lançado em 21 de maio de 2013 no site da banda e nas plataformas SoundCloud, Deezer e iTunes. O álbum, que contém 12 faixas, foi nomeado como o melhor álbum de música popular pela APCA em 2013.

## Faixas
| N.º            | Título                       | Compositor(es)                                        | Duração |  |
| 1.             | "Mordido"                    | Alexandre Kumpinski                                   | 4:17    |  |
| 2.             | "Vitta, Ian, Cassales"       | Alexandre Kumpinski                                   | 4:40    |  |
| 3.             | "Lá em Casa Tá Pegando Fogo" | Alexandre Kumpinski                                   | 2:08    |  |
| 4.             | "Despirocar"                 | Alexandre Kumpinski, Ian Ramil                        | 3:03    |  |
| 5.             | "Líquido Preto"              | Alexandre Kumpinski, Rafael Penteado                  | 2:06    |  |
| 6.             | "Não se Precipite"           | Alexandre Kumpinski, Felipe Zancanaro, Martin Estevez | 3:20    |  |
| 7.             | "Rota"                       | Alexandre Kumpinski, Ian Ramil                        | 3:38    |  |
| 8.             | "Torcicolo"                  | Alexandre Kumpinski                                   | 2:57    |  |
| 9.             | "Nado"                       | Alexandre Kumpinski, David Soares                     | 3:48    |  |
| 10.            | "Por Trás"                   | Alexandre Kumpinski                                   | 1:13    |  |
| 11.            | "Reinação"                   | Alexandre Kumpinski                                   | 4:54    |  |
| 12.            | "Cartão Postal"              | Alexandre Kumpinski, Felipe Zancanaro                 | 4:16    |  |
| Duração total: | Duração total:               | Duração total:                                        | 40:15   |  |

## Prêmios e indicações

### Prêmio Açorianos
| Ano  | Categoria | Indicação                | Resultado |
| ---- | --------- | ------------------------ | --------- |
| 2013 | Álbum Pop | Antes que Tu Conte Outra | Venceu    |

## Menções honrosas
| Publicação    | Menção                                  | Posição |
| ------------- | --------------------------------------- | ------- |
| Bizz          | 20 Melhores Discos de 2013 (nacionais)  | 7       |
| Miojo Indie   | Os 50 Melhores Discos Nacionais de 2013 | 2       |
| Scream & Yell | Melhores Discos Nacionais de 2013       | 1       |
| Senhor F      | Os Melhores de 2013 para Senhor F       | 1       |

| Publicação        | Menção                                | Canção       | Posição |
| ----------------- | ------------------------------------- | ------------ | ------- |
| O Grito!          | Top 50 Músicas de 2013                | "Mordido"    | 47      |
| Move That Jukebox | As Melhores Músicas Nacionais de 2013 | "Despirocar" | 12      |
| Scream & Yell     | Melhor Música Nacional de 2013        | "Despirocar" | 2       |